# Kostel svatého Martina (Horní Bory)
Kostel svatého Martina se nachází v centru místní části Horní Bory v obci Bory. Je to farní kostel římskokatolické farnosti Bory. Jde o jednolodní pozdně románskou stavbu s odsazeným pravoúhlým kněžištěm s pozdější gotickou a barokní přestavbou a v roce 1863 prodlouženou lodí. Kostel je chráněn jako kulturní památka České republiky.

## Historie
Kostel má být jednou z nejstarších staveb v regionu a dokládá tak dávné osídlení krajiny v okolí, stavba pochází z doby kolem 13. století. Farnost spadala od 14. století komendě kláštera na Starém Brně. Kostel byl poprvé písemně zmíněn v roce 1348. V roce 1502 kostel byl přesunut pod patronát opatství ve Žďáru a v 16. století pak farnost zanikla a obec tak byla přifařena do Křižanovské farnosti. Farnost pak vznikla až v roce 1784.
V době kolem třicetileté války došlo téměř ke zničení kostela. V roce 1607 byl do kostela pořízen první zvon, druhý a větší byl pořízen v roce 1612. Kostel pak byl opraven až v roce 1678, kdy také došlo k zazděni sedmi oken a tři nová byla proražena. V tu dobu také došlo ke změně gotického klenbového stropu za plochý strop. V roce 1786 byla nedaleko kostela postavena budova fary. Roku 1863 došlo k zvětšení kostela, byla prodloužena loď na celkem 26 metrů délky. V roce 1899 byl pořízen další zvon do kostela. Mezi roky 1992 a 1993 byl kostel rekonstruován, byly opraveny věže kostela, kostel byl nově omítnut a byl také revitalizován interiér kostela. V kostele dříve byly tři oltáře, v současné době je v kostele pouze hlavní oltář s oltářním obrazem svatého Martina od Františka Šrámka.